# کامپربلس
کامپربلس (به اسپانیایی: Camporrobles) یک شهرستان در اسپانیا است که در Requena-Utiel واقع شده‌است.

## خصوصیات
کامپربلس ۸۹٫۵ کیلومترمربع مساحت و ۱٬۴۲۳ نفر جمعیت دارد و ۹۰۸ متر بالاتر از سطح دریا واقع شده‌است.